# 긴라쿠지역
긴라쿠지역(일본어: 金楽寺駅, きんらくじえき)은 예전에 효고현 아마가사키시에 존재했던 일본국유철도 후쿠치야마 선 지선상에 존재했던 철도역이다. 현재는 폐역 상태이다.
이 지선은, 1970년대 후반까지 여객열차가 1일 2왕복 운행하였으며, 이용자가 점차 없어져가는 상태였다. 역 자체도 1개의 플랫폼이 있으며 망가진 대합실 밖에 없었다.
이 역은 1912년 4월 16]에 후쿠치야마 선과 함께 개통한 역이며, 1981년 4월 1일 지선 여객 영업 폐지와 함께 폐역되었다.
현재 폐역된 부지에는 부분적으로 녹지 정비가 되어 있으며, 다른 부분에는 주택이 들어서 있다.